# Машинно-тракторна станция
Машинно-тракторна станция (МТС) е вид държавно предприятие в Съветския съюз и някои други страни от Съветския блок, чиято цел е предоставянето под наем на трактори и друга селскостопанска техника на създадените с колективизацията стопанства.
Първите МТС в Съветския съюз са създадени в края на 20-те години на XX век, а след Втората световна война по техен образец се създават подобни станции и в други страни – България, Източна Германия, Чехословакия, Полша, Афганистан.
Първите МТС извън Съветския съюз се създават през 1946 година в България, където малко преди това правителството национализира 150 трактора, собственост на частни земеделски стопани. Първоначално МТС в България са кооперативни организации, в които освен държавата участват местните Трудови кооперативни земеделски стопанства и други кооперации, банки и общините. След приемането на Закона за изкупуване на едрия земеделски инвентар от частните собственици през 1948 година и значителното им разрастване, МТС стават чисто държавни предприятия.